# “胖猫”跳江事件
“胖猫”跳江事件，又称“胖猫”事件，是指2024年4月11日凌晨，一网名为“胖猫”的男生（本名刘杰，时年20岁，生前为游戏代练）在重庆长江大桥上跳江身亡的事件，事发后引起大量网民关注。2021年底，“胖猫”在游戏《王者荣耀》中與谭竹相识并确立恋爱关系。2023年10月，“胖猫”赴谭竹所在的重庆生活，独自租房居住。2024年4月，两人争吵，谭竹要求双方“互相冷静一段时间，过自己的生活”。4月10日晚，“胖猫”将6.6万余元人民币转账自愿赠予谭竹，并于11日凌晨跳江自杀。“胖猫”父亲与谭竹达成和解；但其姐姐认为，“胖猫”付出太多，希望谭竹付出代价，遂在网络上广泛传播此事，事件于是引发网民持续关注。5月3日晚，大量网民点外卖送往重庆长江大桥纪念胖猫，期间一些品牌“发空包”事件引起争议。同时在“胖猫”姐姐传播事件期间，谭竹也受到了网络暴力，乃至出现个别无关网民利用此事“蹭热度”牟利的现象。谭竹与“胖猫”姐姐先后报警，谭竹指控隐私被侵犯，而“胖猫”姐姐指控谭竹诈骗。5月19日，重庆警方发布通报，对“胖猫”姐姐指控诈骗不予立案，对谭竹隐私被侵犯仍在调查处理，同时也说明了对一些网络“蹭热度”事件的处理情况。5月20日，“胖猫”姐姐的账号遭全网封禁。

## 经过
2021年11月，“胖猫”（本名刘杰，湖南临武人，2003年5月18日生）通过《王者荣耀》认识了谭竹（重庆石柱人，1997年3月13日生）。同年12月24日，雙方確立戀愛關係。期间兩人曾分手，又復合。2023年2月初，谭竹以“不习惯异地恋”为由要求“胖猫”到重慶定居，两人约定10月在重庆共同生活。10月，“胖猫”从湖南郴州迁往重庆，在谭竹住家附近租房住，并多次前往谭竹家中约会。11月，谭竹在微信朋友圈上公开了恋爱关系。雙方決定經營花店，由“胖貓”出資7萬元人民币，而谭竹负责經營。12月，花店（个体工商户，由谭竹个人所有）開業。2024年2月7日，谭竹將“胖猫”作为男友身份介紹給父母亲友。
2024年4月3日、4日，两人发生爭吵。5日，谭竹给“胖猫”发微信“互相冷静一段时间，过自己的生活”。10日晚，“胖猫”将66666.66元人民币转账给谭竹，备注“自愿赠予”，在微信上留言称让谭竹经营花店、自己不管了，并拉黑了谭竹的金融账号。11日凌晨，“胖猫”给谭竹发送了最后一条信息“我们已经结束了”，随后于4时43分在重庆长江大桥跳下。4月23日，“胖猫”尸体被发现。5月3日，尸体火化。
“胖猫”自杀后，谭竹与“胖猫”父亲以赔偿13.6万余元（胖貓生前給的7萬花店費用和自殺前的6.6萬元轉賬）达成和解；但“胖猫”姐姐认为弟弟的“钱都花到（了）谭竹身上”，要让谭竹“付出代价”。胖猫姐姐指控称，恋爱期间，谭竹会以各种理由向“胖猫”索要转账或礼物，而“胖猫”每次都会满足她。此外，她还表示，“胖猫”长期独自一人住在出租屋，未与谭竹同居，且每天仅靠点10元人民币左右的外卖来维持温饱。她在平台购买流量并使事件广泛传播，粉丝数飙涨，并使谭竹遭受网络暴力。根据封面新闻报道，“胖猫”跳江事件在多个社交平台引发网友关注，一些网友与“翟欣欣事件”类比并指责谭竹“PUA”。5月3日，谭竹以被侵犯隐私为由报警；5月5日，“胖猫”姐姐以指控谭竹诈骗而报警。
5月19日，重庆市公安局南岸区分局发布通报：对“胖猫”姐姐反映谭竹诈骗“胖猫”钱财的报警，谭某和“胖猫”经济上互有往来，存在真实恋爱关系，谭竹未实施诈骗犯罪的行为，南岸公安分局于5月11日作出不予立案决定。警方通报称：“胖猫”死亡前，共向谭竹转账了79.9万余元，谭竹共向“胖猫”转账29.7万余元；在“胖猫”死亡后，经民警调节，谭竹向“胖猫”姐姐刘某转账3万元，向“胖猫”父亲转账13.6万余元；合计46.3万余元。除转账外，“胖猫”与谭竹拥有的“共同攒钱账户（即支付宝小荷包）”自2022年1月5日至2024年4月8日，谭某共存款23.6万余元（未注明是否为“胖猫”给予）、取款16.5万余元（用于两人经营花店、共同生活开支及谭某个人消费等），“胖猫”存款17.3万余元、取款24.8万余元（未注明用途，此中包含“胖猫”跳江死亡前给谭竹转账的6.66万余元），“胖猫”多支取了7.1万元（除去0.4万元利息）。有部分网友认为警情通报故意隐瞒部分关键信息，打乱转账时间顺序，属于春秋笔法。而对谭竹称被侵犯隐私的指控，警方指出，“胖猫”姐姐通过各种手段引导舆论的行为导致大量网民网络暴力谭竹，乃至扬言威胁谭竹人身安全，使谭竹的正常生活受到了严重影响。“胖猫”姐姐表示认识到自己行为的违法性并认错，警方将进一步调查并作出处理。
5月20日，因“胖猫”姐姐涉嫌违法行为，其在多个社交平台上的账号遭到封禁。
5月24日，《央视新闻》报道了“胖猫”事件的具体细节，包括谭竹与“胖猫”的经济往来、“胖猫”姐姐的引导舆论过程，警方还公布了多起本事件的蹭热点博眼球典型案例。

## 网络谣言
5月9日，瀘州網警指控泸州网民许某为博取眼球吸引流量，通过微博账号“谭竹夏日炎炎”冒充“胖猫”事件当事人，发布2021年11月至2024年4月与“胖猫”之间的资金往来、聊天记录等贴文。瀘州網警表示這些貼文均為虛構，並且已行政处罚許某，相关账号已注销。此外，5月19日重庆警方的通报指出，多位網民被指虛構內容、違規曝光譚竹個人隱私以及恐嚇譚竹而被警方行政處罰或采取刑事强制措施，且仍有网络谣言在调查中。

## 民众悼念
5月3日前后，许多重庆民众在得知“胖猫”生前的微信头像图片中写着“我不要吃菜 我要吃麦当劳”后，开始自费通过外卖平台向重庆长江大桥旁运送鲜花和麦当劳、奶茶等食物来纪念“胖猫”。当日晚，“胖猫”的姐姐因担忧阻碍交通通过直播呼吁网友不要再往大桥点外卖。

## 评论
2024年5月19日，《重庆日报》表示这本是平常恋爱关系，却在幕后“导演”的操控下，演变成了侵犯隐私的大规模网络暴力。
5月5日，日本《日本经济新闻》台北分社社长矢板正男在社交媒体上发表评论，质疑胖猫事件的炒作是为了转移发生于5月1日的广东梅大高速路面塌方灾害的热度。
5月20日，《中国妇女报》指出，公众舆论需要保持理性，遵守法律，并谴责了谣言传播与网络暴力行为。
5月21日，《中国青年报》发表文章，对“胖猫”之死表示惋惜，并评论称爱情需要理智，认为从该事件中总结出的最重要建议是要形成“既体察对方感受，也尊重自己内心”的“健康婚恋观”。此外，该文还对网络谣言、网络暴力现象表示了批评。
5月24日，《央视新闻》报道了“胖猫”事件的具体细节的同时，报道中的专家表示胖猫的姐姐在网上恶意购买流量，引导他人对谭某进行攻击，构成了对他人名誉的侵害，也有专家表示在发生泄露、转发他人个人信息时，行为人需要承担相应的法律责任。
2025年3月15日，《央视新闻》再报道“胖猫”事件，报道中警方对网民浪费粮食和网络暴力进行了批判，当地南岸区城市管理局副局长称在桥上堆积的垃圾达到94.6吨。报道也指出，在2024年发布警情通报公布细节后，警方也受到网络暴力。央视不认可民众为谭某刻画的“捞女”、胖猫的“痴情男”形象，称在官方结论下，至今仍有部分网民打着为胖猫事件寻真相吸粉引流。重庆警方自称根据公安机关的调查证据，本案“经得住历史的检验，也经得住人民的监督”。
3月17日，农民日报记者郭少雅指出，2024年中国大陆粮食单位面积产量为395公斤/亩，94.6吨相当于239.5亩农田上的粮食产量，他批评网民在情绪支配下缺乏理性。

## 争议
在5月3日民众点外卖纪念胖猫期间，不少人发现他们要求送到长江大桥的外卖是空包，里面没有任何食物，而奶茶则使用清水替代，引发了不少网民不满。茶百道、蜜雪冰城、华莱士、牛约堡、朱小小螺蛳粉5家品牌致歉，并表示會对涉事门店作出闭店解约、停业整顿等处罚，对涉及的订单全部退款，并補償10倍金额。茶百道、华莱士、蜜雪冰城宣布开除涉事员工，茶百道以“胖猫”名义向四川青少年发展基金会捐款100万元。
“胖猫”跳江事件也在越南引发关注。越南麦当劳为响应“胖猫”事件，在手机应用程序点餐界面显示“如果你不喜欢蔬菜，那就吃奶酪烤鸡肉吧。”并在Facebook页面发布影射该事件的套餐广告。这些举动被越南网民批评为“冷血”和“不道德”，并四處呼吁抵制该品牌。越南麦当劳随后在Facebook发表聲明向公众道歉，撤下其发布的争议内容。

## 註释
1. ↑  原采访为垃圾清运量达94.6吨。央视后续将微博的“百吨粮食”话题移除，哔哩哔哩发布的标题也删除94.6吨外卖字样。